# Ajmer
Ajmer (Hindi अजमेर, Ajmer), veraltet Adschmir, Ajmere, ist eine Großstadt (Municipal Corporation) mit etwa 540.000 Einwohnern im indischen Bundesstaat Rajasthan. Sie Verwaltungssitz des gleichnamigen Distrikts. Besondere Bedeutung hat Ajmer als heiliger Ort der Muslime, da sich hier das Grab von Khwaja Muin-ud-din Chishti, einem als heilig verehrten Sufi, befindet.

## Lage
Ajmer liegt in einem von ca. 800 m hohen Bergen umschlossenen Talkessel des Aravalligebirges in Zentralrajasthan etwa 130 km südwestlich der Hauptstadt Jaipur in einer Höhe von ca. 480 m. Die Stadt markiert nach Westen in etwa die Grenze zur Wüste Thar. Ca. 15 km nordwestlich liegt die heilige Stadt Pushkar.

## Klima
Das Klima ist warm bis heiß; Regen fällt eigentlich nur in den sommerlichen Monsunmonaten.
Die Klimakrise hat in weiten Teilen Indiens zu einer drastischen Verknappung des Trinkwassers geführt. Dies ist in besonderem Maße in Ajmer spürbar. So gehört die Stadt zu jenen 21 bedeutenden indischen Städten, deren Grundwasserreserven nach Berechnungen der Regierungsagentur NITI Aayog im Jahr 2020 vollständig aufgezehrt sein werden.

## Bevölkerung
Offizielle Bevölkerungsstatistiken werden erst seit 1991 geführt und veröffentlicht.
| Jahr      | 1991    | 2001    | 2011    |
| Einwohner | 402.700 | 485.575 | 542.321 |

Gut 83,5 % der Einwohner sind Hindus, gut 11,5 % sind Moslems, ca. 2,5 % sind Jains und gut 1 % sind Christen; Angehörige anderer Religionen wie Sikhs, Buddhisten etc. spielen kaum eine Rolle. Wie im Norden Indiens üblich, ist der männliche Bevölkerungsanteil um etwa 5 % höher als der weibliche.

## Wirtschaft
Im Umland von Ajmer wird Landwirtschaft und Viehzucht – zum Teil noch zur Selbstversorgung – betrieben. In der Stadt haben sich Beamte, Handwerker, Händler und Dienstleister aller Art angesiedelt. Auch das Pilgerwesen bringt viele Einnahmen.

## Geschichte
Ajmer wurde im späten 10. Jahrhundert von dem Chauhan-Raja Ajay gegründet. Im Jahr 1019 eroberte und verwüstete Mahmud von Ghazni weite Teile Nordindiens. Seiner strategischen Lage wegen wurde die Stadt im Jahr 1193 von Mohammed von Ghori bzw. seinem General Qutb ud-Din Aibak, dem späteren Gründer des Sultanats von Delhi, erobert; dabei wurden viele Hindu- und Jaintempel zerstört, deren Säulen bzw. Pfeiler als Spolien beim Bau der Adhai-din-ka-Jhonpra-Moschee wiederverwendet wurden. Im Jahr 1559 fiel die Stadt an den Mogulherrscher Akbar I. und blieb lange ein wichtiger Platz der Moguln im weiterhin vom Hinduismus dominierten Rajasthan. Nach dem Tod des letzten großen Mogulherrschers Aurangzeb versuchten die Marathen sich im Norden Indiens zu etablieren; im Jahr 1770 fiel Ajmer in ihre Hände. Im Jahr 1818 wurde Ajmer als einer der wenigen Orte in Rajputana direkt der britischen Kontrolle unterstellt; die meisten anderen blieben zumindest nominell unabhängige Fürstenstaaten. Am 1. November 1956 kam die Provinz Ajmer-Merwara zum Bundesstaat Rajasthan. 

## Sehenswürdigkeiten
- Das Taragarh-Fort stammt noch aus der Chauhan-Zeit; es wurde später jedoch wiederholt verändert.
- Die Adhai-din-ka-Jhonpra-Moschee ist eine der ältesten Moscheen Indiens.
- Das Grab des Sufi Khwaja Muin-ud-din Chishti (Dargah Sharif) ist eine der heiligsten muslimischen Stätten im Norden Indiens. Zu seinen Ehren findet jährlich das Urs-Fest statt.
- Der Akbar Palace wurde 1570 vom indischen Großmogul Akbar I. für seine Aufenthalte in der Stadt und für dessen Sohn Jahangir errichtet. Der stark befestigte Palast dient seit 1908 als Museum.

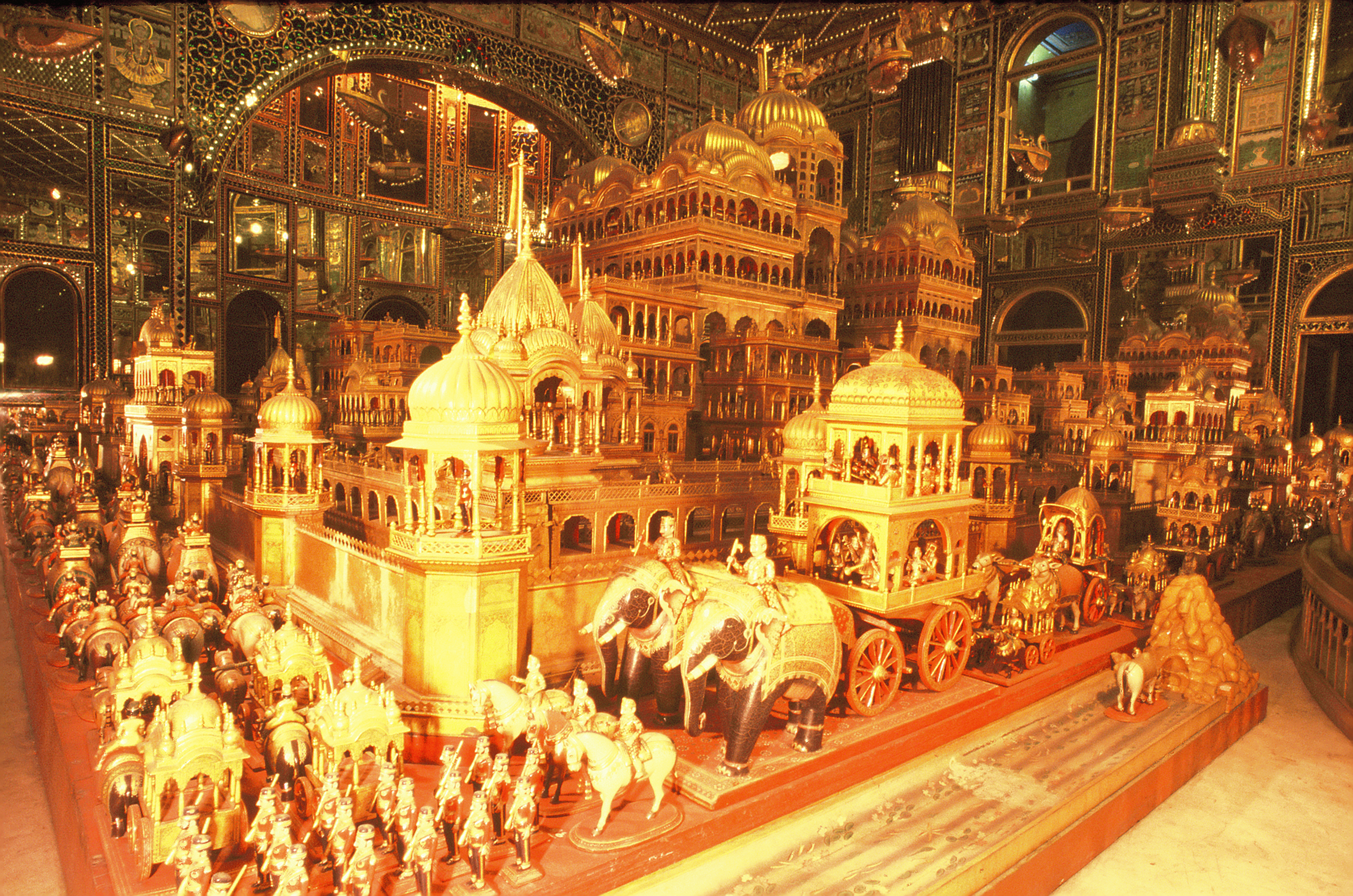
„Himmlischer Palast“ im Nasiyan-Jain-Tempel

- Das Badshahi-Haveli ist ein Wohn- und Lagerhaus aus der Zeit Akbars.
- Das Innere des Nasiyan-Jain-Tempels (auch red temple genannt) ist überreich geschmückt; besonders hervorzuheben ist das Modell eines mit Blattgold überzogenen „Himmlischen Palastes“.
- Der Ana Sagar ist ein künstlicher See, an dessen Südufer sich der Khobra Behroon-Tempel befindet.
- Das Mayo-College ist eine der ältesten Schulen Indiens und besitzt mehrere imposantes Gebäude aus der Kolonialzeit.

Umgebung
- Ein Ausflug zur 15 km entfernten Stadt Pushkar kann sich lohnen.
- Etwa 12 km östlich der Stadt befinden sich der Komplex der Nareli-Jain-Temples.

## Persönlichkeiten
- Daniyal Mirza (1572–1605), der dritte Sohn des Mogulherrschers Akbar I.
- Basu Chatterjee (1930–2020), Filmregisseur und Drehbuchautor
- Manvendra Singh Gohil (* 1964), Prinz der hinduistischen Fürstenfamilie von Rajpipla
- Parag Agrawal (* 1984), Softwareingenieur